# 丰蒂杜埃尼亚
丰蒂杜埃尼亚，是西班牙卡斯蒂利亚-莱昂塞戈维亚省的一个市镇。 总面积51平方公里，总人口144人（2001年），人口密度3人/平方公里。